# Convention de Kontich

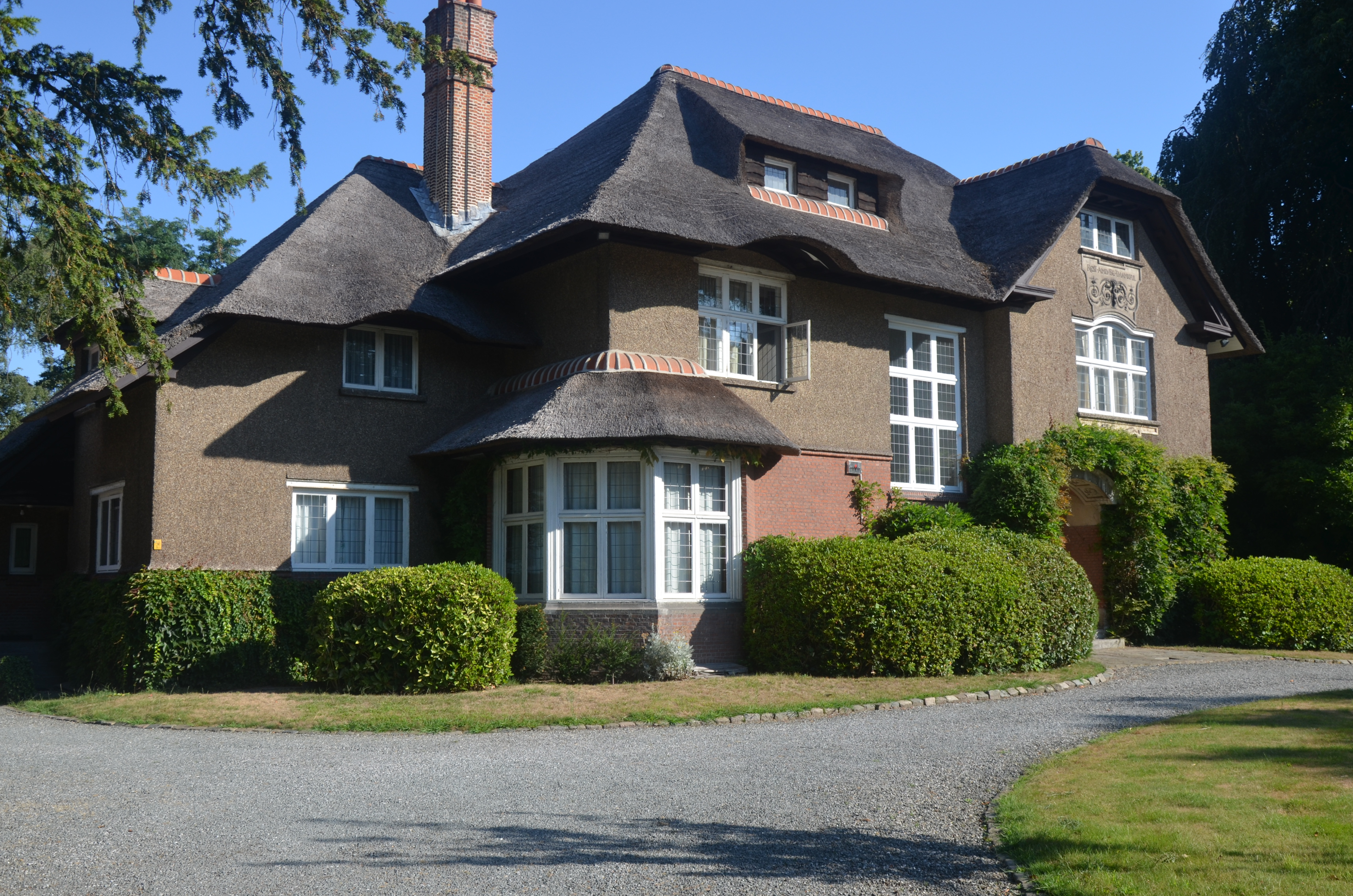
La villa Rest and be thankful, où fut signée la convention de Kontich.

La Convention de Kontich (néerlandais : Conventie van kontich) est le traité de reddition de la ville d'Anvers à l'armée allemande durant la Première Guerre mondiale.
Le traité fut signé le 9 octobre 1914 dans la villa Rest en be Thankful située chaussée d'Anvers (Antwerpsesteenweg) à Kontich après que dans la nuit du 7 au 8 octobre, la ville d'Anvers eut été lourdement bombardée par les Allemands. Les négociations eurent lieu entre le général von Beseler d'une part et le bourgmestre d'Anvers Jan De Vos, le député Louis Franck et le sénateur Alphonse Ryckmans accompagnés de Francisco Yebra y Saizdu, consul-général d'Espagne, d'autre part. Sous la menace d'autres bombardements, toutes les conditions de l'envahisseur furent acceptées et amenèrent l'armée belge à se retirer derrière l'Yser. Le jour suivant la signature, après l'évacuation totale de la ville par les militaires belges, la capitulation militaire de la place forte fut signée à l'hôtel de ville.  

## Sources
- (nl) Cet article est partiellement ou en totalité issu de l’article de Wikipédia en néerlandais intitulé « Conventie van Kontich » (voir la liste des auteurs).